# Masami Tsuda
Masami Tsuda (jap. 津田 雅美, Tsuda Masami; * 9. Juli 1970 in der Präfektur Kanagawa, Japan) ist eine japanische Manga-Zeichnerin, deren Werke der Shōjo-Gattung zuzuordnen sind.

## Leben
Von Comics begeistert war Masami Tsuda erst ab dem ersten Jahr an der Oberschule. Ihren ersten Manga veröffentlichte sie 1993 mit Aete yokatta in einer Mystery-Sonderausgabe des Manga-Magazins LaLa, das sich an jugendliche Mädchen richtet. Für diese vierzigseitige Kurzgeschichte hatte sie den LMG Kasaku-Preis gewonnen. Für LaLa und LaLa DX zeichnete sie in den folgenden Jahren einige Kurzgeschichten, die teilweise gesammelt als Taschenbuch erschienen.
Ihre erste fortlaufende Serie schuf sie 1995 mit Kare Kano, das sich als großer Erfolg herausstellte. Der Romantik-Manga, der die Liebesgeschichte der beiden Oberschüler Yukino und Soichirō erzählt, verkaufte sich in Japan bis Dezember 2003 über 11,15 Millionen Mal, wurde als Anime-Serie umgesetzt, in zahlreiche Sprachen übersetzt und endete erst im April 2005 nach über 3.800 Seiten.
1998 brachte Hakusensha drei Kurzgeschichten Tsudas im Sammelband Yume no Shiro (dt. „Traumschloss“) heraus. Während die titelgebende Kurzgeschichte über eine friedlich im Wald lebende Jugendliche, die an einen verwitweten König verheiratet wird, im LaLa erschien, sind die anderen enthaltenen Mangas 1995 bzw. 1996 im eine kleinere Leserschaft erreichenden Lunatic LaLa veröffentlicht worden.
2008 konnte sie mit Chotto Edo made in der LaLa erneut eine recht erfolgreiche Serie produzieren, die bis 2011 lief und deren Kapitel in 6 Sammelbänden zusammengefasst wurden.

## Werke (Auswahl)
- Aete yokatta (会えてよかった), 1993, One-shot
- Busu to Himegimi (ブスと姫君), 1994, 1 Band
- Onna ni natta Hi (オンナになった日), 1995, 1 Band
- Tenshi no sumu Heya (天使の棲む部屋), 1995, 1 Band
- Kare Kano (彼氏彼女の事情, Kareshi Kanojo no Jijō), 1995–2005, 21 Bände
- Yume no Shiro (夢の城), 1998, 1 Band
- Nostalgia (ノスタルジア, Nosutarujia), 2006, 1 Band
- Eensy-Weensy Monster (eensy-weensyモンスター), 2006–2007, 2 Bände
- Chotto Edo made (ちょっと江戸まで), 2008–2011, 6 Bände